# 大合奏!バンドブラザーズ
『大合奏!バンドブラザーズ』（だいがっそう!バンドブラザーズ）は、任天堂より2004年12月2日に発売されたニンテンドーDS専用音楽ゲーム、及びシリーズ名。略称は「バンブラ」。
この項目では、2005年9月26日発売の『大合奏!バンドブラザーズ追加曲カートリッジ』（だいがっそう!バンドブラザーズついかきょくカートリッジ）、2008年6月26日発売の『大合奏!バンドブラザーズDX』（だいがっそう!バンドブラザーズデラックス、英題:Jam with the Band）、2013年11月14日発売の『大合奏!バンドブラザーズP』（だいがっそう!バンドブラザーズピー）についても記述する。

## 大合奏!バンドブラザーズ

### 概要
好きなパートを選んで、演奏や合奏ができる音楽ソフト。J-POPやクラシックなど、さまざまなジャンルの楽曲が37曲収録されている。また、オリジナルの楽曲（スコア）を自分で作成することができるモードもあり、自作曲は8曲まで保存可能。
約50種類の楽器で演奏をすることができ、人数分のニンテンドーDS本体を持ち寄れば、ソフト1本でセッション（合奏）することも可能。
セッションでは、8人まで参加できる「採点プレイ」と、同時参加人数無制限の「大合奏プレイ」が楽しめる。
1999年頃、ゲームボーイカラー用ソフトとして企画。2001年春の東京ゲームショウにはゲームボーイアドバンス用ソフト「ゲームボーイミュージック」として出品された。その後、ゲームボーイアドバンスの音質やボタンの数の少なさなどのスペック上の問題から開発中止となったが、スタッフの直訴により開発が再開しニンテンドーDSのローンチタイトルのひとつとして復活した。

### ゲームモード
タイトル画面で遊びたいモードを選ぶ。本作には以下のようなモードが収録されている。
ソロプレイ
ひとりで演奏するモード。好きな楽曲を演奏したり練習ができる「貸しスタジオ」、指定された条件で演奏する「レコーディング」の2つのモードがある。「レコーディング」ではバーバラが出した条件をクリアすると、「貸しスタジオ」でプレイできる楽曲のパートが増えていく。
バンドプレイ
ふたり以上で合奏できるモード。ソフト1本と人数分の本体で最大8人で合奏できる「採点プレイ」と、人数無制限で合奏できる「大合奏プレイ」の2つのモードがある。「大合奏プレイ」で遊ぶには、人数分のソフトが必要となる。
エディットモード
オリジナルのバンブラ楽譜を作成できるモード。マイクに向かって歌うことで作曲できる「ハナウタde作曲」と、楽譜に音符を手打ちで入力して作曲できる「スコアメイク☆PRO」の2つのモードがある。ただし「スコアメイク☆PRO」はある条件をクリアしないと使用できない。ここで作った楽譜は演奏で遊べるほか、他のプレイヤーと通信交換することも可能である。

### 演奏ルール
基本ルール
はじめに演奏したい楽曲とパートをえらぶ。演奏がはじまると、上画面に楽譜が下から上にスクロールしながら表示され、楽譜に表示されている三角のマークと音符が重なるタイミングで対応するボタンを押すと演奏ができる。使用するボタンは演奏レベルによってことなっており、演奏レベルは「ビギナー」「アマ」「プロ」の3つが用意されている。なお、自分の選んだパート（楽器）や、ほかのプレイヤーが選んだパート以外は全て自動で演奏される。
演奏中はボタンを押したタイミングが合っているかどうかによって「BEST」「GOOD」「BAD」「MISS」のように判定される。また、楽譜上の音符が横にのびているあいだは、対応するボタンを押し続けなければならず、途中でボタンを離してしまうと「MISS」判定となる（これを「TAIL MISS」という）。なお、必要以上に長くボタンを押し続けたり、音符が無いところでボタンを押したりしても「MISS」判定などになることはないため、アドリブ演奏を入れて楽しむことも出来る。
演奏終了時には、どれだけうまく演奏できていたかが、100点満点で採点される。そのパートの合計音数に、1音ごとに、BEST＝100%、GOOD＝85%、BAD＝65%、MISS＝0%をかけて計算し、その合計が得点となる。なお、「TAIL MISS」のあったところはBEST＝50%、GOOD＝35%、BAD＝15%、MISS＝0%の値になる。小数点以下は切り捨てであり、100点満点を取るには全ての音符を、「TAIL MISS」をせずに、「BEST」判定で演奏する必要がある。
演奏レベル
演奏レベルは以下の3つがあり、使用するボタンや機能がことなる。
ビギナー
十字ボタンの4方向のうちいずれか1つと、ABXYボタンのうちいずれか1つだけで演奏する。楽譜に表示される音符は2種類のみ。ゲーム開始時はこのモードで演奏することとなる。
アマ
十字ボタンと、ABXYボタンの8つのボタン（ドラムのパートはL、Rボタンも使用する）を使い分けて演奏する。楽譜に表示される音符は8種類、ドラムのパートでは10種類。ドラムのパートは各ボタンに楽器の音が割り当てられており、それ以外のパートでは、十字ボタンの下、左、上、右、Y、B、A、Xの順で鳴る音が高くなっていく。なお、曲のテンポは通常より遅くなっており、（テンポの設定を1.1倍にすると下記の「プロ」モードと同じテンポになる）、下画面をタイミングよくタッチするだけで自動で演奏される「お助けタッチ音符」も存在する。
プロ
条件を満たすとプレイできるようになる。上記の「アマ」と基本的には同様の演奏方法だが、「プロ」ではL、Rボタンを同時に押して、オクターブを切り替えながら演奏する。Rボタンを同時に押すと1オクターブ高い音が、Lボタンを同時に押すと半音高い音が出る。この仕様により、同じ音が出せるボタンの操作方法が複数存在する音階もあるが（例：XボタンとRボタン＋十字ボタン下）、その場合は、どの押し方であっても正しく入力されたと判定される。また、各種ドラムのパートの場合は同時にボタンを2つ押すこともある。なお、「お助けタッチ音符」はない。

### エディットモード
2種類あり、それぞれオリジナルの楽譜を作成することができる。詳細は以下の通り。
ハナウタde楽譜
DS本体のマイクに向かって鼻歌を歌い、メロディーを作成するモード。マイクの感度は3段階から選択可能。但しメロディー以外のパートは、あらかじめ用意された喜・怒・哀・楽の4種類の伴奏イメージから選択することしかできない。
スコアメイク☆PRO
条件を満たすと使用可能となる。五線譜に音符を置く方法で、全8パートの楽譜を作成できるモード。伴奏パートは自動生成も可能（パート4〜8を消費する）。曲の途中で音色や音量を変更するといった、高度な打ち込み機能はない。なお、サンプルとして「だい9かんきのうた（歓喜の歌）」と「ひょうしょうしき（勝利をたたえる歌）」が収録されている。

### 仕様
- パート数は最大8（スコアメイク☆PRO）
- 楽譜は最長120小節
- 最小音符は16分音符
- 拍子は4/4のみ

### 収録曲
（隠し曲）と表記された楽曲は、特に注記がない限り、主に通信の採点プレイをすることによってもらえる。
- J-POP
  - SEASONS（浜崎あゆみ）
  - Point of No Return（CHEMISTRY）
  - 名もなき詩（Mr.Children）
  - 空も飛べるはず（スピッツ）
  - 上海ハニー（ORANGE RANGE）
  - 全部抱きしめて（KinKi Kids）
  - Choo Choo TRAIN（ZOO、EXILE）
  - さくらんぼ（大塚愛）
  - 恋愛レボリューション21（モーニング娘。）
  - Yeah! めっちゃホリディ（松浦亜弥）
- ワールドミュージック
  - フォスターメドレー（おおスザンナ、草競馬、ケンタッキーの我が家、故郷の人々、夢路より）
  - クリスマスメドレー（きよしこの夜、ジングルベル、もみの木、荒野の果てに、もろびとこぞりて）
  - ロシアンメドレー（カリンカ、剣の舞、トロイカ、白鳥の湖、展覧会の絵、コロブチカ）
  - チャイルドソングメドレー（森のくまさん、幸せなら手をたたこう、ピクニック、きらきら星、モルダウ、おお牧場はみどり、埴生の宿）
  - 聖者の行進
  - ワールドソングメドレー（ティコティコ（英語版）、ラ・クンパルシータ、ハバ・ナギラ、ラ・バンバ、ラ・クカラチャ）
  - Smoke On The Water（ディープ・パープル）
  - エンターテイナー（映画『スティング』主題曲）
- TVミュージック
  - fragile（Every Little Thing、フジテレビ系列『あいのり』主題歌 2000年10月-2001年9月）
  - 暴れん坊将軍のテーマ（隠し曲）（ドラマ『暴れん坊将軍』主題曲）
  - タッチ（岩崎良美、アニメ『タッチ』オープニング）
  - Gメン'75（隠し曲）（ドラマ『Gメン'75』主題歌）
  - READY STEADY GO!（L'Arc〜en〜Ciel、アニメ『鋼の錬金術師』 2ndOP）
  - メリッサ（ポルノグラフィティ、アニメ『鋼の錬金術師』 初代OP）
  - Way of Difference（GLAY、フジテレビ系列『あいのり』主題歌 2001年10月 - 2002年9月）
  - キラリ☆セーラードリーム!（小枝、ドラマ『美少女戦士セーラームーン』主題歌）
  - 特捜戦隊デカレンジャー（サイキックラバー、特撮番組『特捜戦隊デカレンジャー』主題歌）
- クラシック
  - スロークラシックメドレー（交響曲第9番 ホ短調 作品95「新世界より」、G線上のアリア、愛の挨拶）
  - 四季「春」
  - アスレチックメドレー（クシコス・ポスト、ラデツキー行進曲、ハンガリー舞曲第5番、「くるみ割り人形」第4曲 トレパーク、闘牛士の歌、トリッチ・トラッチ・ポルカ、「天国と地獄」序曲第3部）
- ゲームミュージック
  - ファイアーエムブレム
  - ゼルダの伝説メドレー
  - 星のカービィメドレー
  - マリオメドレー
  - ファミコンミニメドレー
  - ポケットモンスターメドレー
  - F-ZEROメドレー
  - バーバラ・バットのテーマ（隠し曲、ある条件をクリアすると出現。通信プレイ時はクリアしていなくてもプレイできる）

### タイトル誤表記問題
このソフトおよびホームページ上の曲紹介にて、「READY STEADY GO」（原曲:L'Arc〜en〜Ciel）が「READY STEADY GO!」と誤表記されていた。原因はCDのジャケット表に書かれていたものに「!」が付いていたためと考えられる（ジャケット以外の部分では「!」無し）。
追加曲カートリッジ収録曲の原曲アーティスト名の中にも誤って表記されているものがある。

## 大合奏!バンドブラザーズ追加曲カートリッジ
『大合奏!バンドブラザーズ』で演奏できる楽曲が追加されるカートリッジ。公式サイトで行った「バーバラサマ キャンペーン」（- 2005年8月1日）での楽曲リクエストで得票の多かった上位20曲+2曲が収録され、更に任天堂ゲームの楽曲も9曲収録されている。任天堂ゲームの楽曲に関しては、ゲーム雑誌「Nintendo DREAM」編集部が制作協力している。楽曲リクエストでの景品は、新たに数曲加えられたバンブラソフトが抽選で100名に、またリクエスト送信後応募者全員にこのゲームのデスクトップ壁紙（8種類）とエディット用楽譜データ（D-51のNO MORE CRYの各パート、アルトサックス、クラリネット、ストリングス、フォークギター、ビブラフォン、ピックベース、ボンゴセット、シンセドラムの8種類）が贈られるというものだった。また、リクエストは一人何回しても良く、運さえ良ければ8回のリクエストで全てのパートが揃った。
2005年8月22日に収録曲、発売日、価格を発表する予定となっていたが、ゲームボーイミクロ関連の仕事により遅れが生じ、発表は翌日に行われた。2005年9月26日に発売されたが、購入できるのは同社ホームページ上でのオンライン販売のみとなっている。
なお、追加曲カートリッジの形状はゲームボーイアドバンス用のもので、DSのアドバンス用スロットに挿入するとメニュー画面で「DSオプションカートリッジ」と表示される。カートリッジにはGAMEBOY ADVANCEの刻印があるが、ゲームボーイアドバンス、ゲームボーイアドバンスSP、ゲームボーイミクロに挿入しても起動しない。

### 収録曲
- リライト（ASIAN KUNG-FU GENERATION）
- ツバサ（アンダーグラフ）
- SMILY（大塚愛）
- Dragostea Din Tei（O-Zone）
- お願い!セニョリータ（ORANGE RANGE）
- 花（ORANGE RANGE）
- ラヴ・パレード（ORANGE RANGE）
- さくら（ケツメイシ）
- ここにしか咲かない花（コブクロ）
- 青いベンチ（サスケ）
- 月光花（Janne Da Arc）
- 全力少年（スキマスイッチ）
- 世界に一つだけの花（SMAP）
- Starry Heavens（day after tomorrow）
- 天体観測（BUMP OF CHICKEN）
- DAYS（FLOW）
- ネオメロドラマティック（ポルノグラフィティ）
- マツケンサンバ パート2（松平健）
- ハッピー☆マテリアル（麻帆良学園中等部2-A）
- 栄光の架橋（ゆず）
- あずさ2号（狩人）
- 日本ブレイク工業社歌（萬Z）
- キャッチ!タッチ!ヨッシー! とことこヨッシー★
- スーパーマリオ64 DS スライダー
- さわるメイドインワリオ アシュリーのテーマ
- ドンキーコングジャングルビートのテーマ
- スターフォックス64 スターウルフのテーマ
- ふぁみこんむかし話 新・鬼ヶ島 やまへのみち
- どうぶつの森+ タイトルテーマ
- ファミコン探偵倶楽部 あゆみのテーマ
- ヨッシーアイランド アスレチック

## 大合奏!バンドブラザーズDX
『大合奏!バンドブラザーズDX』（だいがっそう!バンドブラザーズデラックス）は2008年6月26日発売のニンテンドーDS用音楽ゲーム。略称は「バンブラDX」（バンブラデラックス）。2010年5月21日にはヨーロッパでも発売。

### 概要
『大合奏!バンドブラザーズ』の続編。演奏ルールなどの基本的なゲームシステムは前作と同じだが、今作では楽曲をダウンロードして、自分の好みの曲を増やすことが可能となった。なお、初期収録曲としてJ-POPやクラシックから31曲が収録されている。
使用できる楽器数も58種類に増加。また、DS本体のマイクで実際に歌ってあそぶ「歌う」モードが搭載され、歌詞がある楽曲に限り歌声タイプ診断や歌トレーニングが可能。このほか、前作同様に楽譜を自分で作成することができ、複数の人間がDS本体を持ち寄れば、ソフト1本でセッション（合奏）が可能。また、このソフトを持っているプレイヤー同士でのみになるが、人数無制限で合奏できる「ムゲン合奏」が出来る。

### 楽曲ダウンロード
ニンテンドーWi-Fiコネクションを利用して最大100曲まで新しい曲をダウンロードすることが可能。ただし、一度ダウンロードした曲は削除できない。これは任天堂とJASRACとの楽曲著作権料契約による制限である。よって、中古でこのソフトを購入した場合、前プレイヤーがダウンロードした曲が残っている可能性がある。初期段階で任天堂のサーバにある曲は205曲。
また、プレイヤーが作成した曲をWi-Fiコネクションを通じて、任天堂のサーバーに投稿することができる。審査を経て一定の水準を満たしていれば、ダウンロード可能曲に追加される。JASRACとJRCが管理する曲ならすべて投稿可能だが、JASRACまたはJRCが管理していても審査担当部署に比較用の資料が存在しないため受付不能と却下されることもある。ユーザーオリジナル曲は審査不能のため投稿できない。一部、歌詞間違いがある楽曲が存在するので注意が必要である。また、Wi-Fiコネクションを通じてバーバラのWi-Fiミュージックアワーが聞けるようになる。さらにゲーム内で流れている曲はダウンロードできる。
その後、2010年に発売2周年とダウンロード曲が7000曲を超えた記念として指定された洋楽の投稿が可能となった。
前作より大容量のフラッシュメモリを使用しているため、作曲機能で自作（もしくはワイヤレス通信で交換）した楽曲が最大100曲まで保存できるようになった。一枚のDSカードに収録できるのは初期収録曲31、隠し曲6、ダウンロード曲100、自作曲100の最大237曲。
2013年6月25日に洋楽の配信が終了（使用許諾期限満了のため）、2013年9月26日に楽譜投稿の受付も終了した。これにより最新追加曲も2013年9月30日に更新が終了している。先に述べた洋楽以外に一部楽曲に著作権切れ等があり、事前に配信が終了した曲も存在するが、最終配信曲数は9194曲となった。

### 前作からの変更点
- おたすけタッチパネルが無くなった。
- 難易度がビギナー、アマ、プロ、マスターの4段階になった。今作でのビギナーは全ての音を1つのボタンで演奏する（上・下・左・右・A・B・X・Yのどのボタンでも良い）。今作のアマは4つのボタン（利き手やパートによって「左・A・B・Y」と「下・左・上・A」の2通りがある）で演奏する。前作のアマが今作ではプロ、前作のプロが今作のマスターになっている。
- 今作では十字キー左と上の色が、左が水色、上が緑と、前作とは逆になっている。その為、前作に慣れているプレイヤーは混乱しやすい。
- 曲に歌詞をつけることができるようになり、DSのマイクを使って歌うことができるようになった。歌声診断機能や鼻歌での検索など感度も良い。
- ワイヤレス通信で、専用のWiiチャンネル『大合奏!バンドブラザーズDX専用 スピーカーチャンネル』と接続することにより、テレビのスピーカーから高音質かつ大音量でプレイすることができる。詳細は後述。
- 内蔵されている曲をラジオ感覚で楽しめる「ラジオ」モードが追加。Wi-Fiコネクションと接続していると、ダウンロードしていない任天堂のサーバにある曲も聴くことができる。
- ギターに関しては、そのパートがギターコードで編成されている場合、十字キー（ABXYボタンによる左利き用設定も可）とタッチパネルを用いて演奏する方式になった。
- 1音ごとに「BEST」「GOOD」「BAD」「MISS」の表示が出るようになった。
- 演奏中の下画面から、リアルタイムのCOMBO数とCONDITIONの表示が消滅した（ただし、CONDITIONは演奏終了後「練習」を選択することで、見ることが出来る）。
- 得点表示画面からHEAD MISSとTAIL MISSの表示が消滅した。
- 使用可能な楽器の数が58種類に増加し、バーバラが各楽器の豆知識を教えてくれる。しかし、1人用演奏モードで最後まで演奏した楽器のみ。58種類全ての楽器を演奏すると、更に詳しい豆知識を知る事ができる。

### 仕様
- 作曲
  - 保存曲数：100曲
    - 作曲機能を使って作った楽譜や「楽譜を交換」で手に入れた楽譜は、消去可能。

  - パート数：8パート
  - 楽器数：58種類
  - 小節数：最大120小節
  - 調号最大：7個
  - コード楽器：あり
    - ピアノコード・ギターコードの2種類
    - オリジナルコード16個まで作成可能
    - 1曲中1パートのみ使用可能

  - ドラムタイプ楽器：最大8パート
  - テンポ変更：30〜300の範囲で1曲中30回まで（初期設定値を含めると31個）可能
  - 全体音量指定：あり（0.5倍〜1.5倍）
  - 音量変更：1パートにつき9回まで（初期設定値を含めると10個）
  - ステレオ設定（パン）：あり
  - オクターブ限度：1パートにつき2オクターブ音域、変化19回まで
    - 楽器により4〜5オクターブの範囲で音が出る。

  - 楽器の音色調整：あり（エンベロープ、ビブラート、エフェクター）
  - リアルタイム入力：あり（鍵盤入力、ボタン入力、ハナウタ入力）
  - 歌詞入力：あり
  - 拍子：4／4・3／4
  - 曲間コピー：あり
  - 伴奏自動生成
    - ジャンル：4拍子8種類、3拍子4種類
    - 曲調：4種類
      - 4拍子（ロック、ボサノバ、ローポップス、ルンバ、ハイポップス、スウィング、サルサ、タンゴ）
      - 3拍子（スローワルツ、ウィンナワルツ、ジャズワルツ、ミュゼット）
      - 曲調（明るい、普通、暗い、ムーディー）

  - 前作自作曲データとの互換性：なし

### 初期収録曲
- 未来予想図II
- 粉雪（レミオロメン）
- ロビンソン（スピッツ）
- 世界に一つだけの花 (SMAP)
- 涙そうそう
- 運命交響曲
- 威風堂々
- 白鳥の湖 ロックver
- 交響曲第40番 第1楽章 タンゴver
- 展覧会の絵 ポップスver
- 新世界より 第4楽章 ロックver
- くるみ割り人形より葦笛の踊り サルサver
- エリーゼのために
- シチリアーノ ビッグバンドver
- 別れの曲 ボサノバver
- 愛の夢 第3番 サンバver
- ユーモレスク フォークver
- 美しく青きドナウ R&Bver
- 凱旋行進曲 ポップスver
- フニクリ・フニクラ ロックver
- オーラ・リー オルゴールver
- 春の海
- モルダウ ジャズver
- メヌエット（ペツォールト）
- ます ファミコンver
- 夜想曲 第2番 バラードver
- G線上のアリア ポップスver
- トルコ行進曲 タンゴver
- アルルの女 ユーロビートver
- 悲愴 第2楽章 レゲエver
- 野ばらに寄す（英語版） ボサノバver

以下は隠し曲。解禁条件は次の通り。
| 曲名                               | 解禁条件                                                           |
| ---------------------------------- | ------------------------------------------------------------------ |
| 運命交響曲［EX］ R&Bver            | 「運命交響曲」をマスターで全パート90点以上にする。                 |
| エリーゼのために［EX］ ロックver   | 「エリーゼのために」をマスターで全パート90点以上にする。           |
| オーラ・リー［EX］ サンバver       | 「オーラ・リー オルゴールver」をマスターで全パート90点以上にする。 |
| ユーモレスク［EX］ テクノポップver | 「ユーモレスク フォークver」をマスターで全パート90点以上にする。   |
| スタッフクレジット                 | 演奏レベル☆6に到達する                                             |
| バーバラ・バットのテーマ           | 演奏レベル☆10に到達する                                            |

### ダウンロード曲数の履歴
- 2008年7月29日 - 1000曲突破
- 2008年9月17日 - 2000曲突破
- 2008年10月25日 - 3000曲突破
- 2009年1月12日 - 4000曲突破
- 2009年5月22日 - 5000曲突破
- 2009年11月3日 - 6000曲突破
- 2010年9月11日 - 7000曲突破
- 2013年2月24日 - 9000曲突破

2013年9月30日をもって最新追加曲の更新が終了している。最終配信曲数は9194曲。

### 大合奏!バンドブラザーズDX専用 スピーカーチャンネル
『大合奏!バンドブラザーズDX専用 スピーカーチャンネル』（だいがっそう!バンドブラザーズデラックスせんよう スピーカーチャンネル）は、『大合奏!バンドブラザーズDX』のサウンドをテレビのスピーカーから出力できるようにするアプリケーションソフトウェア。家庭用ゲーム機・Wiiの本体機能「Wiiチャンネル」の一つで、2008年6月26日より配信開始された。『大合奏!バンドブラザーズDX』のパッケージに同梱された紙に印刷されている引換番号を、ソフトをダウンロードできるWiiチャンネル「Wiiショッピングチャンネル」で入力することにより、ソフト1本につき1台のWii本体にダウンロードできる。
『大合奏!バンドブラザーズDX』のソフトが最低1本あればニンテンドーDS本体を最大8台までWii本体とワイヤレス通信で接続して演奏でき、採点結果等の情報はテレビ画面上に表示される。なお、演奏はニンテンドーDS本体でのみ可能で、Wiiリモコン等のWii用コントローラは使用できない。

### フォトスタンド付き バンブラDXラジオ
『フォトスタンド付き バンブラDXラジオ』（フォトスタンドつき バンブラデラックスラジオ）は、2009年4月1日より配信が開始された、『大合奏!バンドブラザーズDX』のダウンロード楽曲をバーバラの生声DJ付きで聴くことができるニンテンドーDSiウェア。2014年3月31日をもって配信終了となり、2014年5月20日にはWi-Fiコネクションの無料サービスが終了したため、以降は全ての機能が利用できなくなっている。
ゲーム本体のWi-Fiラジオの機能拡張版であり、番組構成が「ダウンロードベスト10→本日のニューカマー→ランダム数曲」の一種類しかなかった「バーバラのWi-Fiミュージックアワー」とは異なり、1時間ごとにインターネット回線を通じて2種類ずつ配信される番組を聴くことができる。『ニンテンドーDSiカメラ』で撮影した写真をDSiの上画面に表示させてフォトスタンドラジオにすることも可能。
以下の番組のうち「大合唱!歌うお友だち」を除いて次作『大合奏!バンドブラザーズP』のオンラインラジオに引き継がれている（「週間!人気ベスト10」のみ「ほぼ週間!人気ベスト10」に改題されている）。
番組一覧
- 週間!人気ベスト10 - 1週間のダウンロード数上位10曲をカウントダウン形式で紹介する。
- 魅!ベストヒット10 - 発売日からの総合ダウンロード数上位10曲をカウントダウン形式で紹介する。
- ホメホメベスト10 - 評価数の多い上位10曲をカウントダウン形式で紹介する。
- カリスマ職人天国 - 1人の投稿者の曲を続けて紹介する。
- HOTなアーティスト - 同一アーティストの曲を続けて紹介する。
- ハロー・ニューカマー - 新たに投稿された曲を紹介する。
- バーバラセレクション - バーバラが独自に選んだ曲を紹介する。
- アニソン☆パラダイス - アニメソングや特撮ヒーロー番組の曲を紹介する。
- ドラマチック・タック - 映画・ドラマの曲やCMソングを紹介する。
- 演歌の女王 - 演歌・ムード歌謡・昭和歌謡などを紹介する。
- イケてる!J-POP - J-POPの最新曲や定番曲を紹介する。
- HIPHOP JAM - HIPHOPやR&Bなどの曲を紹介する。
- 青春フォークソング - 幅広い年代のフォークソングを紹介する。
- 今夜はbarバラード - ラブソングなどのバラード曲を紹介する。
- 愛★ドル箱 - 新旧のアイドル曲を紹介する。
- クラシックなお時間 - クラシック音楽を紹介する。
- 大合唱!歌うお友だち - 合唱曲を紹介する。次回作の『大合奏!バンドブラザーズP』には含まれていない。
- バーバラのゲーラジ - ゲームミュージックを紹介する。
- みんなの童謡 - 童謡やアニメソングを紹介する。
- おもしろソングス - コミックソングや他のジャンルに属さない曲を紹介する。

## 大合奏!バンドブラザーズP
『大合奏!バンドブラザーズP』（だいがっそう!バンドブラザーズピー）は2013年11月14日発売のニンテンドー3DS用音楽ゲーム。略称は「バンブラP」（バンブラピー）。

### 概要
本作では、YAMAHA株式会社のVOCALOID™技術が搭載され、本体のカメラやマイクを使用して、自分の顔や声を登録した自分だけの「アーチスト」を作れるようになった。作った「アーチスト」はゲーム内の楽曲を歌わせることが出来る他、通信プレイを通じて他人の「アーチスト」をスカウトすることも可能。また初期収録曲として、小室哲哉（『First Season』）、ヒャダイン（『STARLIGHT』）、ゴールデンボンバー（『101回目の呪い』）、八王子P（『弱虫ロケット』）がそれぞれ作詞・作曲した4曲を収録。これら4曲は、本作のために書き下ろしされたものである。この他の曲は、前作と同様に楽曲の投稿やダウンロードで増やすことができる。また、作曲機能が拡張され、歌声データを入力してボーカル入りの楽曲が作れるようになった他、インターネットに接続して全国のプレイヤーと合奏する「遠くの人と合奏」の機能もある。
本作で楽曲や各種コンテンツをダウンロード購入する際には、ゲーム内で実際のお金と引き換えて入手する通貨「トマト」を用いる。トマトは購入から4か月後の月末までの使用期限がある。
2013年10月3日から、作曲の一部機能のみを抽出したソフト『大合奏!バンドブラザーズP しもべツール』（だいがっそう!バンドブラザーズピー しもべツール）がニンテンドーeショップで無料先行配信された。使用時にはインターネット接続による認証が必要で2013年11月13日まで使用可能だった。なお、作曲したデータは使用期限終了後も製品版に引継ぎできる。
2013年12月19日より、期間限定で『近くのバンブラPを持っている人と一緒に合奏できる 大合奏!バンドブラザーズP 合奏専用ソフト』（ちかくのバンブラピーをもっているひとといっしょにがっそうできる だいがっそう!バンドブラザーズピー がっそうせんようソフト、以下『バンブラP合奏専用ソフト』と略記）が無料配信された。本ソフトを用いると、バンブラPのソフトが入った本体とローカル通信を用いて合奏することができる。なお、本ソフト単独では遊べない。2014年5月14日に配信された更新データVer.1.3によりバンブラPにこのソフトの機能が追加されたことに合わせ、同日に本ソフトの配信が終了した。Ver.1.3以降のソフトとは通信できない。
2015年7月22日からは、製品版から作曲機能などを除いた廉価版『大合奏!バンドブラザーズP デビュー』（だいがっそう!バンドブラザーズピー デビュー、以下『バンブラPデビュー』と略記）がダウンロード販売され、2016年4月27日からは無料化された。
2017年3月21日をもって楽曲の投稿受付を終了し、同年3月31日には投稿曲の新規追加を終了した。また、2019年12月20日16:00にバンブラPダウンロード版とバンブラPデビュー、およびトマトの販売を終了し、2020年5月1日0:00には楽曲や各種コンテンツのダウンロード販売、オンラインラジオの視聴、「遠くの人と合奏」が終了した。
本作のメインメニューと4つの主要モードの名称は下表の通りニューヨークの地名やランドマークをもじったものが用いられていたが、Ver.2.0配信でこの表記は廃止された。
| 地名                           | 英語スペル                | モード                                        | モデル                          |
| ------------------------------ | ------------------------- | --------------------------------------------- | ------------------------------- |
| ハジマッタンパーク             | 不明                      | メインメニュー                                | マンハッタン島                  |
| シロートウェイムズムズスクエア | Shiroatway Muz-Muz Square | 一人用モード                                  | ブロードウェイ タイムズスクエア |
| バンドヤルパーク               | Bandyal Park              | 合奏モード                                    | セントラルパーク                |
| キョックフェラーセンター       | Kyockfeller Center        | 楽曲管理モード (作曲・レコーディング・楽曲DL) | ロックフェラーセンター          |
| ワルワルトレーラーセンター     | Waru-Waru Trailer Center  | オプション・設定                              | ワールドトレードセンター        |

### 前作からの変更点
- 使える楽器の数が72種類に増加。ポップドラムやオーケストラヒットなど新たな楽器も追加された。
- 1つの曲で演奏できるパートが10パートに増加。
- 自分の顔と声を使って曲を歌わせることが出来る（YAMAHA株式会社のVOCALOID™技術を採用）。
- 音質が向上。
- グラフィックの向上及び上画面の3D立体視表示が可能。
- 操作方法が一部変更・増設された（ドラム・音声等）
- 保存曲数を有料で最大3000曲まで増やせる。
- 点数表示の形及び色の変更
  - 形は前作までの「星型」から「90点以上は楕円形・89点以下は長方形」に、色は80-89点に限り前作までの「茶色」から「赤」に変更。

### アップデート
過去に5度、アップデートが行われている。
Ver.1.1
- 2013年12月9日配信開始。
- 「レコーディング」中の機能「ヒマつぶしに歌う」に採点機能を追加。
- 「バンドヤルパーク」で合奏を行う際、前に選んだ曲の難易度を標準として表示するよう変更。
- ゲームバランスの調整
  - 一部の「バンブラDX移植曲」を弾き語りしようとすると、ゲームが止まってしまう問題の修正。
  - 楽曲ダウンロードショップで表示される空ブロック数が、実際の空ブロック数と異なっていることがある問題の修正。

Ver.1.2
- 2014年3月25日配信開始。
- 3DS本体に登録されたユーザー「フレンド」同士のインターネット経由での合奏に対応。
- 有名アーティストやゲームなどの動画を背景にして演奏できる楽譜「遊べる動画」の配信（有料）に対応。
- ゲームバランスの調整

Ver.1.3
- 2014年5月14日配信開始。
- ダウンロードプレイに対応。ソフトが1本以上あれば、プレイする人数分の本体同士で通信し、最大10人までの合奏が可能になった。
  - これに伴い、『バンブラP合奏専用ソフト』の配信及びサービスの提供は同日で終了した。

- 一部の生声アーチストでレコーディングを行うと、楽曲によっては想定より1オクターブ低い音域で歌ってしまうことがある問題の修正。
- ゲームバランスの調整

Ver.2.0
- 2014年8月27日配信開始。
- 下画面のメインメニューの構成が大幅に変更。
- 「ひとりで演奏」の「ライブ」で高得点を出すと「ファン」の数が増える、いわゆる「やり込み要素」の追加。
- マイアーチストの個人情報（名前・性別・声・服装・髪型・色・サイン）を個別にかつ自由に変更ができるようになった。
- 「ひとりで演奏」に「歌う」モード搭載（これに伴い「レコーディング」中の「ヒマつぶしに歌う」機能が廃止）。
- 「ラジオ」のレギュラー番組にボーカロイドの特集番組が追加。
- 「ライブ」でパートの選択画面からすぐに「練習」モードに行けるようになった。
- 楽曲リストの画面での「非表示」シールが使用可能になった。
- 「楽曲ショップ」を出る時に、楽曲ショップの機能のメニューが表示されるようになった。
- 「楽曲ショップ」の試聴画面で、ボーカルのオン・オフ切り替えが可能となった。
- プリセット曲が3曲追加。

Ver.2.1
- 2014年12月19日配信開始。
- 「プレイヤー」モードの追加。曲と順番を選んで再生するプレイリストの作成や曲調をアレンジした再生が可能となった。
- 「レコーディング」に新規機能を追加。
  - 複数の曲を選び一括でレコーディングできるようになった。
  - 生声アーチストをパート別に使用できるようになった。

- ゲーム起動時に最新情報が表示されるようになった。
- ギター演奏時に十字ボタンの代わりにABXYボタンでも演奏できるようになった。
- マイアーチストの髪型を追加。
- ゲームバランスの調整

## 登場キャラクター
バーバラ・バット（BARBARA THE BAT）
声：新保友映（当時ニッポン放送アナウンサー）
楽器店「GBミュージック」の店長。かなりのわがままで、人使いが荒い。ちなみに、GBミュージックの「GB」は「グレートバーバラ」の略称である。
翼は持たないがコウモリの一種。彼女いわく、種族はフルーツコウモリらしい。襟巻きや服を着用しているように見えるが、それらはすべて体毛で、体には何も身に着けていない。
年齢は不明で、年齢を問われることを嫌う。ただ、本人の「青春時代にはゲームなんて無かった」（『バンブラP』内のラジオ番組「バーバラのゲーラジ」より）などの発言から年齢を推測できる。また、『フォトスタンド付き バンブラDXラジオ』での発言によると出身地は「熱帯生まれ」とのこと。
バーバラのデザイン誕生は第1作目の開発より先行しており、デザインを行った北村典子の「バーバラを使ったゲームを作りたい」という思いがきっかけで『バンドブラザーズ』の前身である『ゲームボーイミュージック』の開発が始まった。
ティンティン・バット（TING TIN THE BAT）
バーバラの弟。誕生日は9月16日。店を手伝っている。
ポッキン・デス（POCKIN' THE DEATH）
死神の赤ん坊。ゲーム中では、ポスターに描かれていたり、通信エラーの時に登場したりもする。
劇団「死期」
一作目にのみ登場。「ハナウタde楽譜」の曲調選択画面やレコーディングクリア画面などに出てくる謎のキャラクター。レコーディングクリア画面では、タッチをするとリアクションをとる。
彩崎ゆう
『バンブラP』のオンラインラジオでパーソナリティを務めていた架空の女性声優。詳しくは当該記事参照。

## 備考
- ITmediaのウェブサイト「ねとらぼ調査隊」で2021年6月9日から6月23日の間に実施された「一番好きな任天堂のゲームシリーズは？」というアンケートにて、大合奏！バンドブラザーズシリーズが24％の得票率で1位となった[8]。